# Protestsang
 Der er for få eller ingen kildehenvisninger i denne artikel, hvilket er et problem. Du kan hjælpe ved at angive troværdige kilder til de påstande, som fremføres i artiklen.

En protestsang er en sang med et socialt eller politisk budskab. Som regel med et budskab, der er i opposition til den siddende regering og andre magthavere.
Protestsange er skrevet og sunget af aktive i fagbevægelsen, borgerrettighedsbevægelsen, fredsbevægelsen, kvindebevægelsen, miljøbevægelsen, klimabevægelsen og andre.
Protestsange kendes fra middelalderen og fremefter eksempelvis i forbindelse med afskaffelsen af helligdage, herunder juleaften i England 1647-1660 med protester som The Diggers song som er baseret på The World Turned Upside Down.
Den kolde krig og Vietnamkrigen i 1960'erne var en katalysator for fremkomsten af mange, en anden lokal begivenhed der satte gang i protestsangen, var Danmarks tilslutning til EF i 1972 med sange fra eksempelvis forfatteren Jesper Jensen.

## Protestsangere
Af kendte danske protestsangere kan nævnes:
- Arne Würgler
- Benny Holst
- Cæsar
- John Mogensen
- Troels Trier
  - Røde Mor
- Sebastian
- Natasja
- Jomfru Ane Band

Af udenlandske kan nævnes:
- Pete Seeger
- Peggy Seeger (en)
- Joan Baez
- Billy Bragg
- Bob Dylan
- Ewan MacColl
- Woody Guthrie
- Arlo Guthrie
- Joe Hill
- Phil Ochs
- John Lennon
- Morrissey
- Bob Marley
- Stevie Wonder
- Jean Ferrat
- Renaud Sechan
- Lluís Llach (catalansk sanger)
- Manu Chao